# Sosticus nainitalensis
Sosticus nainitalensis är en spindelart som beskrevs av Gajbe 1979. Sosticus nainitalensis ingår i släktet Sosticus och familjen plattbuksspindlar. Inga underarter finns listade i Catalogue of Life.